# Цел на Мајни
Цел на Мајни (њем. Zell am Main) град је у њемачкој савезној држави Баварска. Једно је од 52 општинска средишта округа Вирцбург. Према процјени из 2010. у граду је живјело 4.265 становника. Посједује регионалну шифру (AGS) 9679209.

## Географски и демографски подаци
Цел на Мајни се налази у савезној држави Баварска у округу Вирцбург. Град се налази на надморској висини од 179 метара. Површина општине износи 10,0 km². У самом граду је, према процјени из 2010. године, живјело 4.265 становника. Просјечна густина становништва износи 428 становника/km².

## Међународна сарадња
| Мјесто | Држава    | Врста сарадње | Од    |
| ------ | --------- | ------------- | ----- |
| Дозил  | Француска | партнерство   | 1993. |
| Извор  |           |               |       |